# NGC 2475
NGC 2475 ist eine elliptische Galaxie vom Hubble-Typ E1 im Sternbild Luchs am Nordsternhimmel. Sie ist schätzungsweise 252 Millionen Lichtjahre von der Milchstraße entfernt.
Das Objekt wurde am 9. Januar 1856 vom irischen Astronomen R. J. Mitchell, einem Assistenten von William Parsons, entdeckt.